# Phytomyza anemonephila
Phytomyza anemonephila är en tvåvingeart som beskrevs av Zlobin 2005. Phytomyza anemonephila ingår i släktet Phytomyza och familjen minerarflugor. Inga underarter finns listade i Catalogue of Life.